# Hannibal Sehested
Hannibal Sehested (Gudme, 16 november 1842 - aldaar, 19 september 1924) was een Deens conservatief politicus. Hij was in 1900-1901 raadsvoorzitter (eerste minister) van Denemarken. Sehested was de laatste raadsvoorzitter die door de koning werd benoemd zonder steun van het parlement. Denemarken ging sindsdien naar een parlementair stelsel met geheime stemming.
- Gemeinsame Normdatei: 119196867
- Virtual International Authority File: 79414242